# Wind of Gea
Wind of Gea è un album discografico del pianista e compositore Alessandro Martire, pubblicato nel 2022 dalla Carosello Records.

## Il disco
È l'album che ha preso forma nei primi mesi del 2020 e si è sviluppato durante il lockdownMartire ha trasformato in musica sensazioni ed emozioni prese dai ricordi dei viaggi fatti in diverse parti del mondo. Ha esplorato il mondo in un altro modo e ha chiamato l'album Gea perché rappresenta il senso primordiale della terra. Ciascun brano è il racconto di come musica e natura si fondono, un viaggio interiore, una colonna sonora ispirata ai luoghi e alle culture che lo hanno emozionato come i due fari dell'isola di Formentera, il villaggio di Vikøy in Norvegia, il Canyon Charyn in Kazakistan,il Messico, il Polo Nord

## Tracce
Musiche di Alessandro Martire; edizioni musicali Carosello Records.
1. Larme – 3:54
2. Sedna – 2:54
3. Aria – 3:10
4. Victory – 3:24
5. Faro de la Isla – 3:29
6. Vikøy – 2:55
7. Reitia – 3:13
8. Clouds – 4:09
9. Flowers – 3:33
10. St. Francis – 3:25
11. Wind of Gea – 3:35

Durata totale: 37:41